# Tadeusz Kowalczyk (1933–2022)
Tadeusz Kowalczyk (ur. 5 stycznia 1933 w Bielinach, zm. 15 maja 2022 w Kielcach) – polski rolnik i polityk, poseł na Sejm X i I kadencji (1989–1993).

## Życiorys
Syn Franciszka i Józefy. Studiował historię na Uniwersytecie Łódzkim. Prowadził indywidualne gospodarstwo rolne, uzyskał dyplom mistrza pszczelarskiego. Działał w Niezależnym Samorządnym Związku Zawodowym Rolników Indywidualnych „Solidarność”. Przewodniczył radzie wojewódzkiej NSZZ RI „S” Ziemia Kielecka oraz wchodził w skład prezydium związku. Pełnił funkcję prezesa gminnego zarządu Polskiego Związku Pszczelarskiego.
W wyborach w 1989 uzyskał mandat posła na Sejm X kadencji z okręgu pińczowskiego z ramienia Komitetu Obywatelskiego „Solidarność”. Należał do Obywatelskiego Klubu Parlamentarnego, był m.in. członkiem Komisji Odpowiedzialności Konstytucyjnej, Komisji Regulaminowej i Spraw Poselskich, Komisji Sprawiedliwości. Po jego wystąpieniu, w którym zarzucił funkcjonariuszom Służby Bezpieczeństwa zamordowanie około 100 osób, została powołana tzw. komisja Rokity. W wyborach w 1991 z powodzeniem ubiegał się o reelekcję. Kandydował w okręgu kieleckim z ramienia Porozumienia Ludowego będąc członkiem Polskiego Stronnictwa Ludowego „Solidarność”. Od 1992 był członkiem klubu parlamentarnego Konwencja Polska. Pracował w Komisji Spraw Zagranicznych, Komisji Stosunków Gospodarczych z Zagranicą i Gospodarki Morskiej oraz Komisji do Spraw Układu Europejskiego.
Po 1993 wycofał się z aktywnej działalności politycznej. Przeszedł na emeryturę, kierował Świętokrzyską Fundacją Rozwoju Organizacji Gospodarczych Rolników w Modliszewicach.
Został pochowany w Bielinach.

## Odznaczenia i wyróżnienia
W 2014 został laureatem nagrody honorowej „Świadek Historii” przyznanej przez Instytut Pamięci Narodowej. W 2016 otrzymał Krzyż Wolności i Solidarności.